# 雙子座βb
北河三b，已被命名為「塞斯蒂亞斯」（英語：/ˈθɛstiəs/），是在星座雙子座中，圍繞著距離約34光年的恆星北河三運行的一顆系外行星。它也稱為雙子座βb（拉丁化，縮寫為βGem b）或HD 62509 b。如果這顆行星存在，它的最小質量大約是木星質量的兩倍。它以1.61年的週期，距離為1.64 AU，接近圓形的軌道圍繞北河三移動。然而，它的存在一直仍有爭議。

## 觀測歷史
天文學家亞提·瀚茲和合作者使用徑向速度法於2006年宣佈了北河三b的發現。儘管當時人們認為徑向速度變化更有可能是由恆星的本征變化引起，但瀚茲在1993年就曾假設有一顆圍繞北河三運行的行星。
在發現的論文發表後不久，發表的一項獨立研究支持了北河三b的存在，但仍表達了一些不確定性，這使得對徑向速度變化的非行星解釋成為可能。2008年的另一項獨立研究也支持了這顆行星的存在。
這顆行星的存在受到了兩項後續研究的質疑，一項是在2013年，另一項是2021年的後續研究。2009年，在北河三發現了一個微弱的磁場，有人認為，與行星相反，恆星的磁性變化，可能是觀察到的徑向速度變化的原因，而反對行星的存在。因為恆星自轉週期被發現與北河三b的擬議週期接近，這讓人們對這顆行星的存在產生了一些懷疑。2021年的研究對北河三進行了4.25年的監測，發現自轉週期為660±15 d，接近北河三b的軌道週期590天。即使這兩個值相等，自轉週期中仍可能存在系統誤差。

## 命名
2014年7月，國際天文學聯合會推出了為系外行星命名的活動，這是一個為某些系外行星及其宿主恆星命名的過程。這一過程涉及公眾提名和投票選出新名字。2015年12月，國際天文學聯合會宣佈這顆行星的獲獎名稱是Thestias（忒斯提俄斯）。獲獎名稱基於澳大利亞的theSkyNet最初提交的名稱：即勒達，波呂克斯（北河三）在希臘和羅馬神話中的母親。應國際天文學聯合會的要求，勒達被以同義詞的「忒斯提俄斯」（Thestias）替換。這是因為「勒達」已經被命名為第38號小行星卵神星和木星的第13顆衛星木衛十三。

## 外部連結
- . SolStation.   [2005-11-21]. （原始内容存档于2012-03-16）.